# Morti nel 1229
| Questa pagina contiene informazioni ricavate automaticamente dalle voci biografiche con l'ausilio del template Bio e di un bot. L'aggiornamento è periodico e automatico e ricostruisce completamente la pagina. Se manca una persona in questa lista, sei pregato di non aggiungerla, ma accertati piuttosto che la sua voce biografica contenga il template Bio e che i dati anagrafici siano correttamente compilati. Se il template Bio manca, inseriscilo tu stesso o, in alternativa, metti l'avviso {{tmp\|Bio}} che ne segnala la mancanza. Se i dati riportati sono sbagliati, correggi direttamente la voce biografica; le modifiche saranno visibili in questa lista entro pochi giorni. Per chiarimenti vedi il progetto biografie. La lista contiene solo le 12 persone che sono citate nell'enciclopedia e per le quali è stato implementato correttamente il template Bio. Pagina aggiornata al 2 mag 2025. |

- 17 gennaio - Alberto di Riga, arcivescovo cattolico e politico tedesco (n. 1165)
- 14 febbraio - Raghnall mac Gofraidh, sovrano norvegese
- 12 marzo - Bianca di Navarra, principessa spagnola (n. 1177)
- 13 marzo - Sancha del Portogallo, badessa portoghese (n. 1178)
- 14 marzo - Pietro Ziani, mercante, politico e diplomatico italiano
- 12 settembre - Guglielmo II di Béarn, francese (n. 1185)
- 10 ottobre - Henry de Beaumont, V conte di Warwick, nobile britannico (n. 1192)
- 22 ottobre - Gerardo III di Gheldria, conte (n. 1185)
- 16 dicembre - Folco Scotti, vescovo cattolico e santo italiano (n. 1164)
- Enrico II di Namur, nobile francese (n. 1212)
- Hélinand di Froidmont, scrittore, poeta e religioso francese (n. 1160)
- Yaqut, geografo e biografo arabo (n. 1179)